# Puccinia arenariae
Puccinia arenariae ist eine Ständerpilzart aus der Ordnung der Rostpilze (Pucciniales). Der Pilz ist ein Endoparasit von Nelkengewächsen. Symptome des Befalls durch die Art sind Rostflecken und Pusteln auf den Blattoberflächen der Wirtspflanzen. Sie ist paläarktisch verbreitet.

## Merkmale

### Makroskopische Merkmale
Puccinia arenariae ist mit bloßem Auge nur anhand der auf der Oberfläche des Wirtes hervortretenden Sporenlager zu erkennen. Sie wachsen in Nestern, die als gelbliche bis braune Flecken und Pusteln auf den Blattoberflächen erscheinen.

### Mikroskopische Merkmale

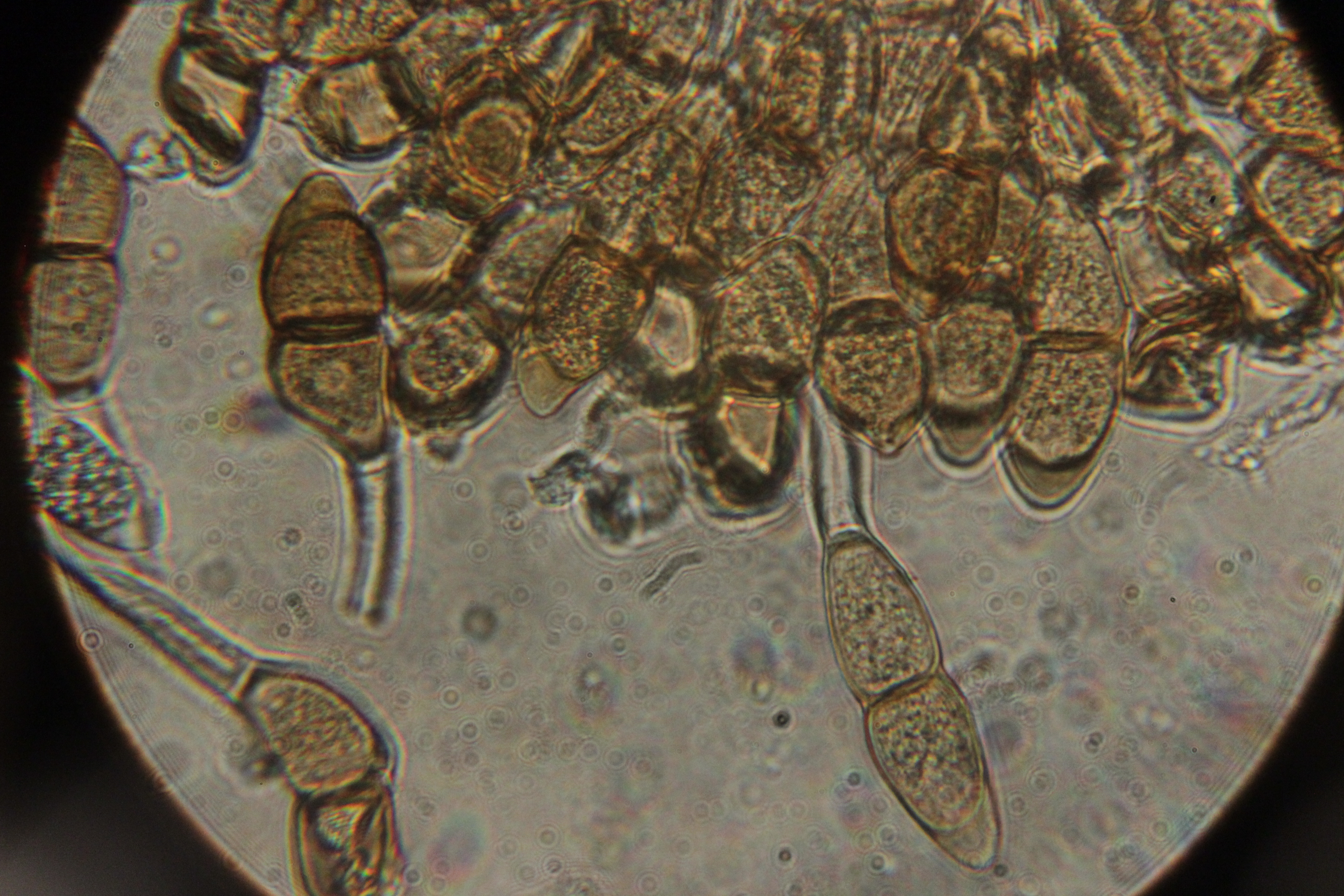
Zweizellige Teliosporen

Das Myzel von Puccinia arenariae wächst wie bei allen Puccinia-Arten interzellulär und bildet Saugfäden, die in das Speichergewebe des Wirtes wachsen. Spermogonien und Aecien der Art sind nicht vorhanden. Gleiches gilt für Uredien des Pilzes. Die auf den Blattunterseiten und Stängeln der Wirtspflanzen wachsenden Telien der Art sind bräunlich und pulverig. Die gelblichbraunen Teliosporen sind zweizellig, in der Regel rund keulen- bis lang spindelförmig, tailliert, glatt und 30–50 × 14–21 µm groß. Ihre Stiele sind farblos und 65–80, selten bis zu 140 µm lang.

## Verbreitung
Das bekannte Verbreitungsgebiet von Puccinia arenariae umfasst das eurasische Areal seiner Wirtsfamilie.

## Ökologie
Die Wirtspflanzen von Puccinia arenariae sind verschiedene Nelkengewächse (Caryophyllaceae spp.). Der Pilz ernährt sich von den im Speichergewebe der Pflanzen vorhandenen Nährstoffen, seine Sporenlager brechen später durch die Blattoberfläche und setzen Sporen frei. Die Art verfügt über einen mikrozyklischen Entwicklungszyklus, der nur Telien umfasst.